# Aşağıdurak
Aşağıdurak é uma vila no distrito de Ardeşen, província de Rize, na região do Mar Negro de Turkïye.  Sua população era de 248 em 2021. 

## História
De acordo com a lista de aldeias no livro de língua Laz (2009), o nome da aldeia é Tsaleni Zghemi . A maioria dos aldeões são da etnia Laz . 

## Geografia
A vila está localizada 18 quilômetros longe de Ardeşen .